# Лядова (Могилів-Подільський район)
Лядо́ва — село в Україні, у Яришівській сільській громаді Могилів-Подільського району Вінницької області, розташоване на лівому березі Дністра.

## Географія
У селі річка Суха впадає у Лядову, ліву притоку Дністра.

## Історія
Перша письмова згадка — 1388 р.
За адміністративним поділом XVI століття належало до Летичівського повіту, за адміністративним поділом XIX століття — до Могилівського.
7 (20) листопада 1917 року, відповідно до Третього Універсалу Української Центральної Ради, увійшло до складу Української Народної Республіки.
12 червня 2020 року, відповідно до Розпорядження Кабінету Міністрів України від № 707-р «Про визначення адміністративних центрів та затвердження територій територіальних громад Вінницької області», увійшло до складу Яришівської сільської громади.
19 липня 2020 року, в результаті адміністративно-територіальної реформи та ліквідації Могилів-Подільського району (1923 — 2020), село увійшло до складу новоутвореного Могилів-Подільського району.

## Пам'ятки

### Свято-Усікновенський скельний чоловічий монастир
Лядівський Свято-Усікновенський скельний монастир розташований біля села, на високих крейдяних кручах з цілющими джерелами, з яких відкривається приголомшлива панорама долини Дністра. За переказами, заснований 1013 року Антонієм Печерським, який повертався в цей час з Афона в Київ. Це був перший печерний скит, заснований Антонієм Печерським, і перший християнський монастир у цьому краї (збереглася печерна церква Антонія Печерського і його келія, святе джерело). Монастир відігравав важливу роль в політичному житті України. 1649 р. ігумен Лядівського монастиря Павло з ієромонахом Никифором стали першими послами Б. Хмельницького до московського царя Олексія Михайловича. До 1745 року тут діяв василіянський монастир. У XIX ст. була побудована печерна церква Усікновення Голови Івана Предтечі з дзвіницею, храм св. Параскеви-П'ятниці, готель. Частина споруд була підірвана в більшовицько-радянські часи. 1998 р. монастир отримали ченці УПЦ Московського патріархату, відновлено багато святинь. До монастиря веде крута стежка.

### Пам'ятки природи
- Сеноманські вапняки — геологічна пам'ятка природи місцевого значення.
- Ботанічний заказник «Лядівський»
- Верхньопротерозойські осадові породи — геологічна пам'ятка природи місцевого значення.

## Галерея

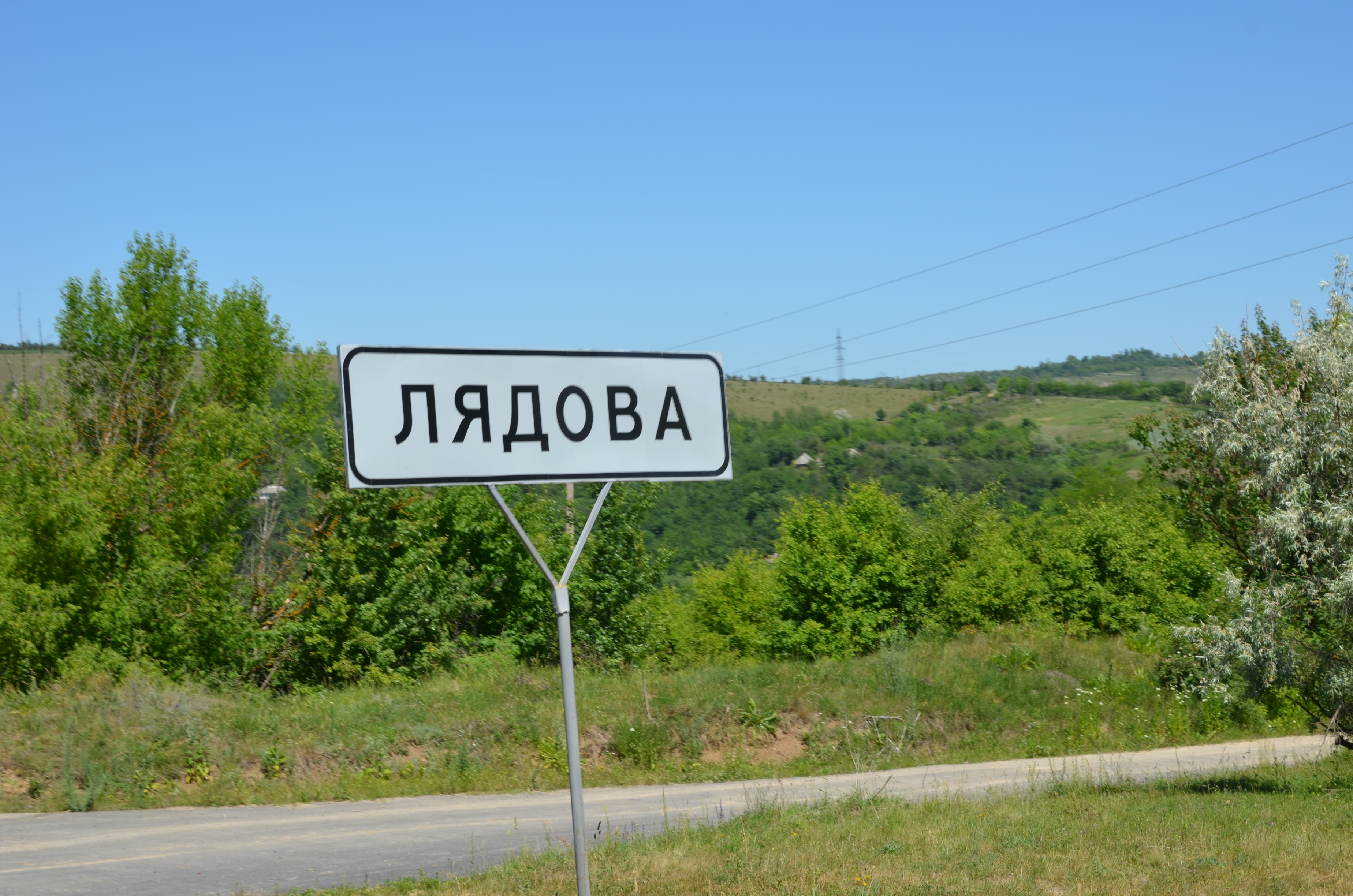
В'їзний знак
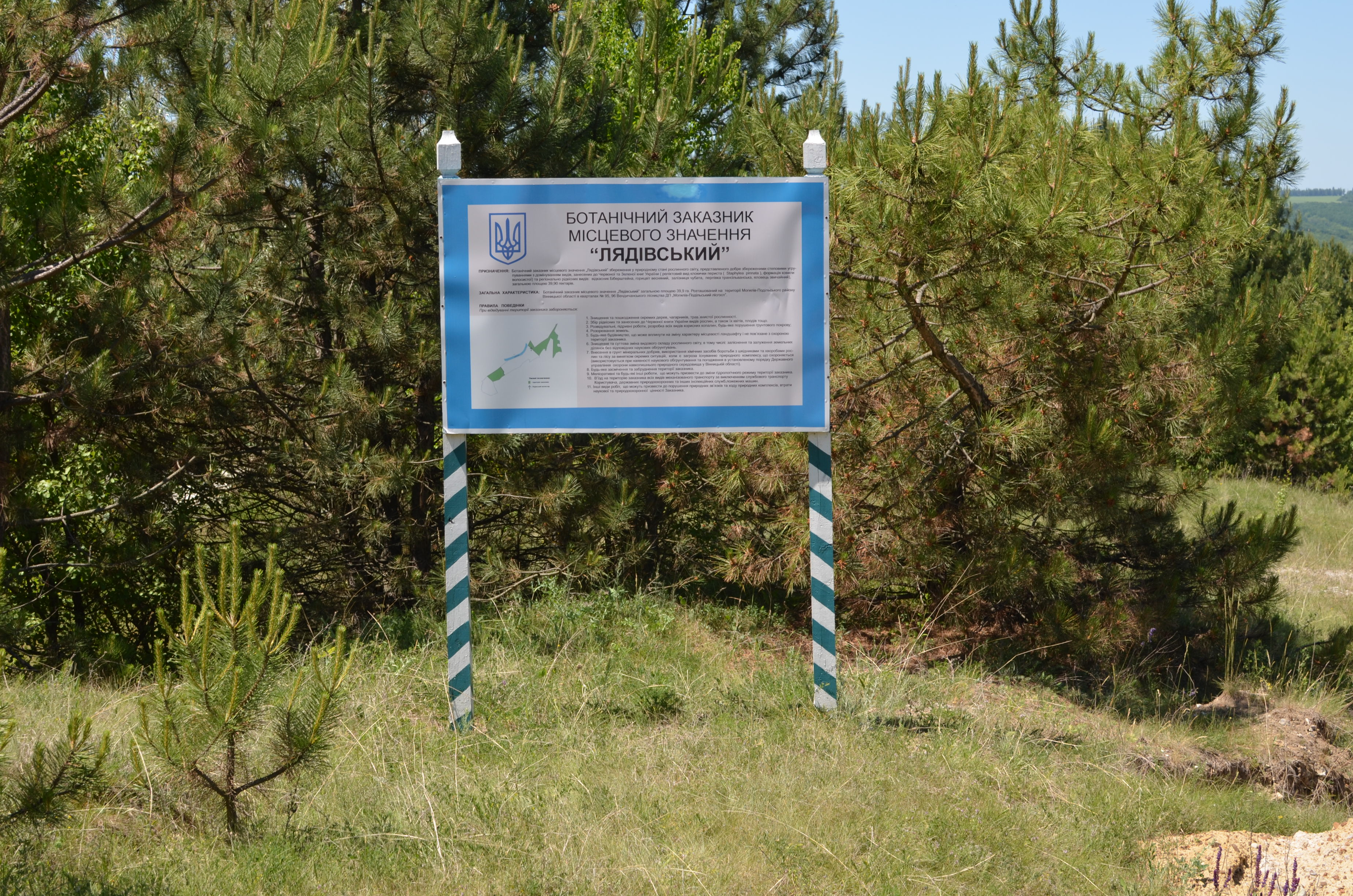
Ботанічний заказник «Лядівський»
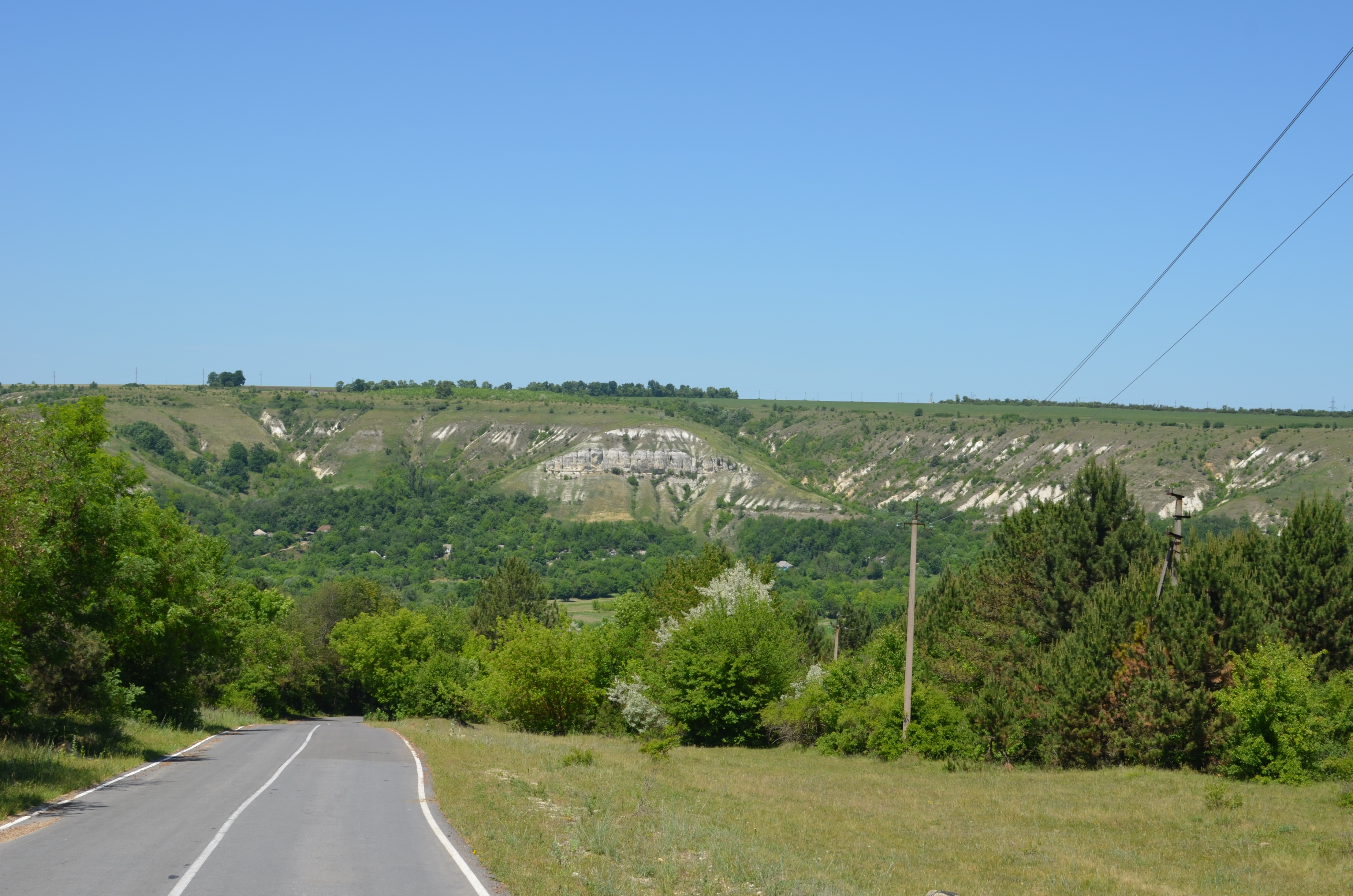
Природа навколо села
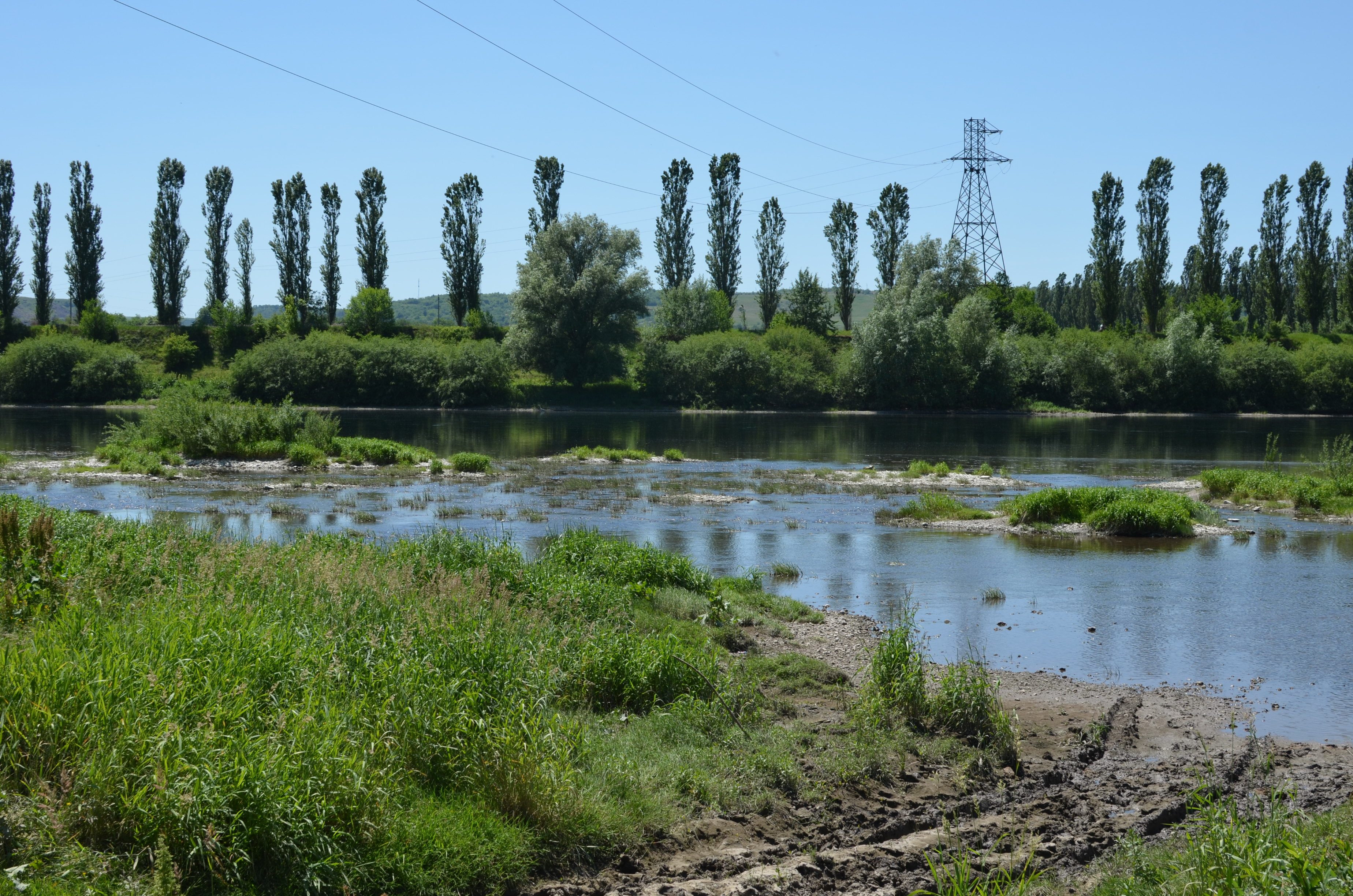
Річка Дністер
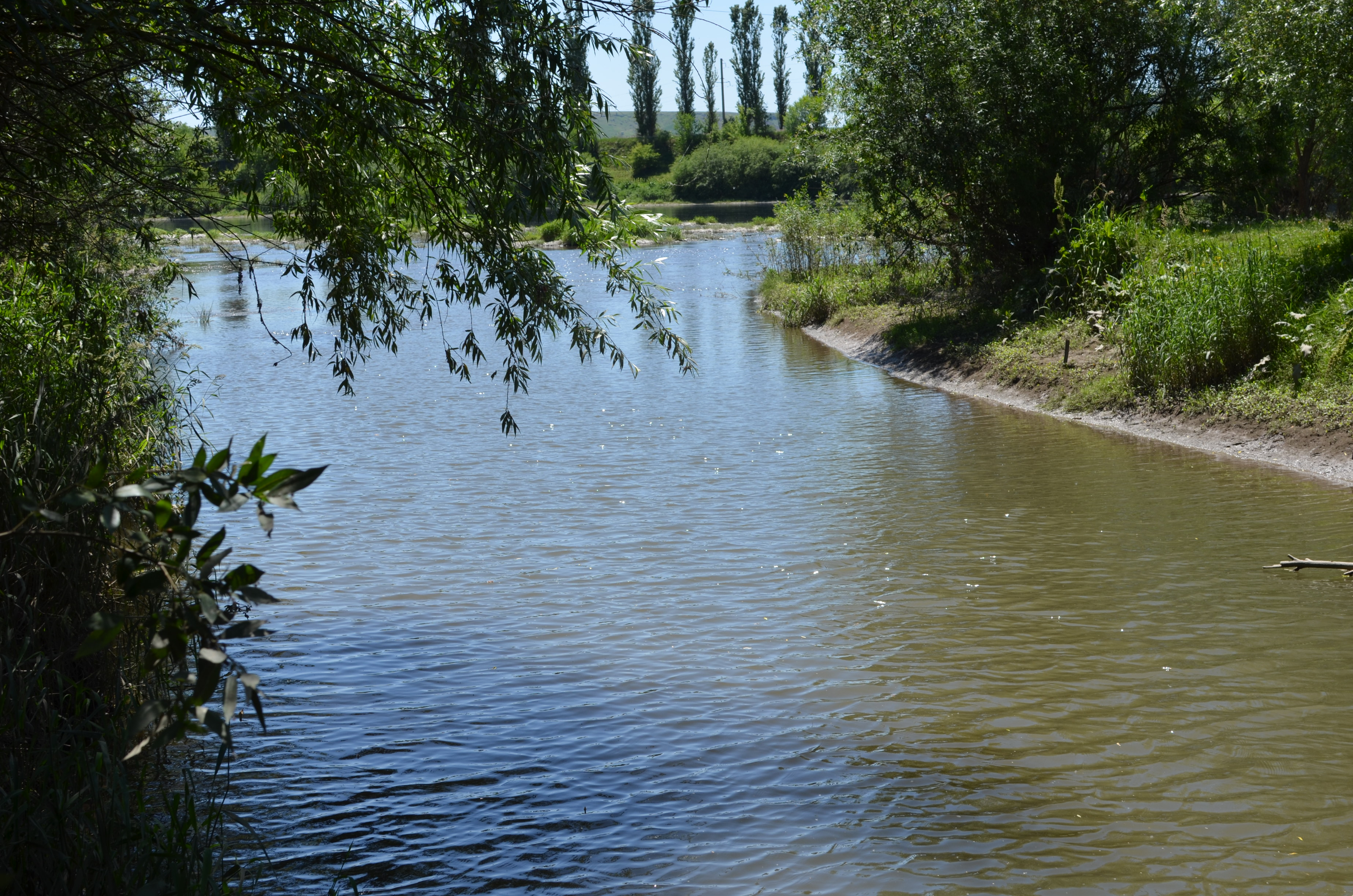
Річка Лядова впадає в Дністер